# أوتو كيلر (أستاذ جامعي)
أوتو كيلر (بالألمانية: Otto Keller)‏ هو عالم لغوي كلاسيكي ألماني، ولد في 28 مايو 1838 في توبينغن في ألمانيا، وتوفي في 16 فبراير 1927 في لودفيغسبورغ في ألمانيا.